# St. Michael (Weißenborn)

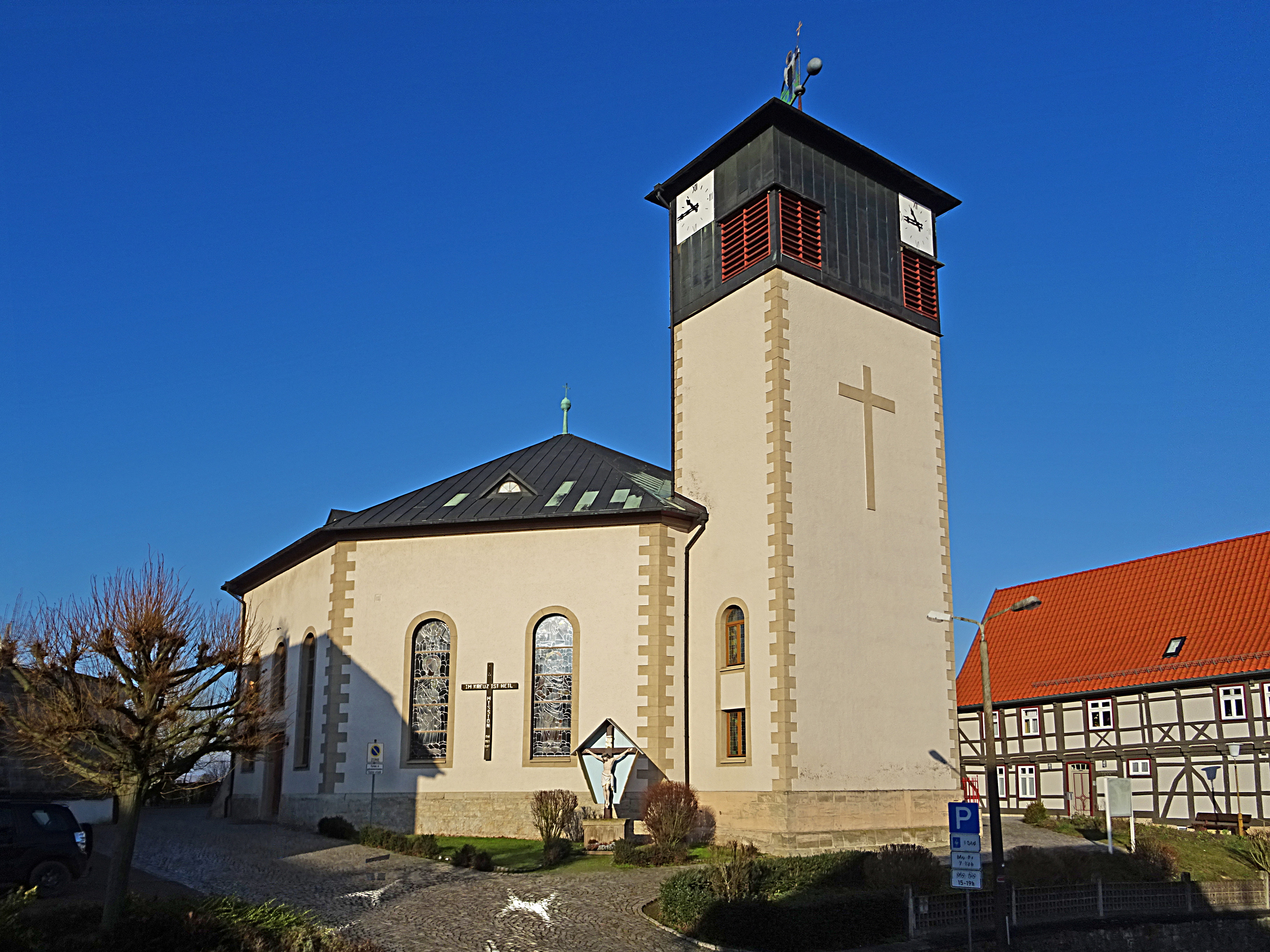
St. Michael der Täufer in Weißenborn

Die römisch-katholische Pfarrkirche St. Michael steht in Weißenborn, einem Ortsteil der Landgemeinde Sonnenstein im thüringischen Landkreis Eichsfeld. Sie ist die Pfarrkirche der Pfarrei St. Michael Weißenborn-Lüderode im Dekanat Leinefelde-Worbis des Bistums Erfurt. Sie trägt das Patrozinium des heiligen Erzengel Michael.

## Geschichte
Ein Vorgängerbau wurde 1131 durch Bischof Buggo von Worms geweiht. Ende des 16. Jahrhunderts wurde eine neue Kirche errichtet.
Im 19. Jahrhundert war Weißenborn eine Filiale der Pfarrei St. Johannes der Täufer Jützenbach. 1859 wurde in Weißenborn eine Kaplanei errichtet.
1836 begann die Gemeinde erneut mit dem Neubau einer Kirche, die von 1886 bis 1987 durch einen Turm ergänzt wurde. Geweiht wurde die Kirche am 27. Juni 1863 durch Bischof Konrad Martin. Im Jahre 1939 fiel die Kirche einem Brand zum Opfer und wurde erst 1950 wieder aufgebaut. Die wieder aufgebaute Kirche wurde durch Weihbischof Adolf Bolte am 26. November 1950 geweiht. Von 2001 bis 2003 wurde das Äußere der Kirche erneuert und die Innensanierung erfolgte von 2003 bis 2005.

## Architektur

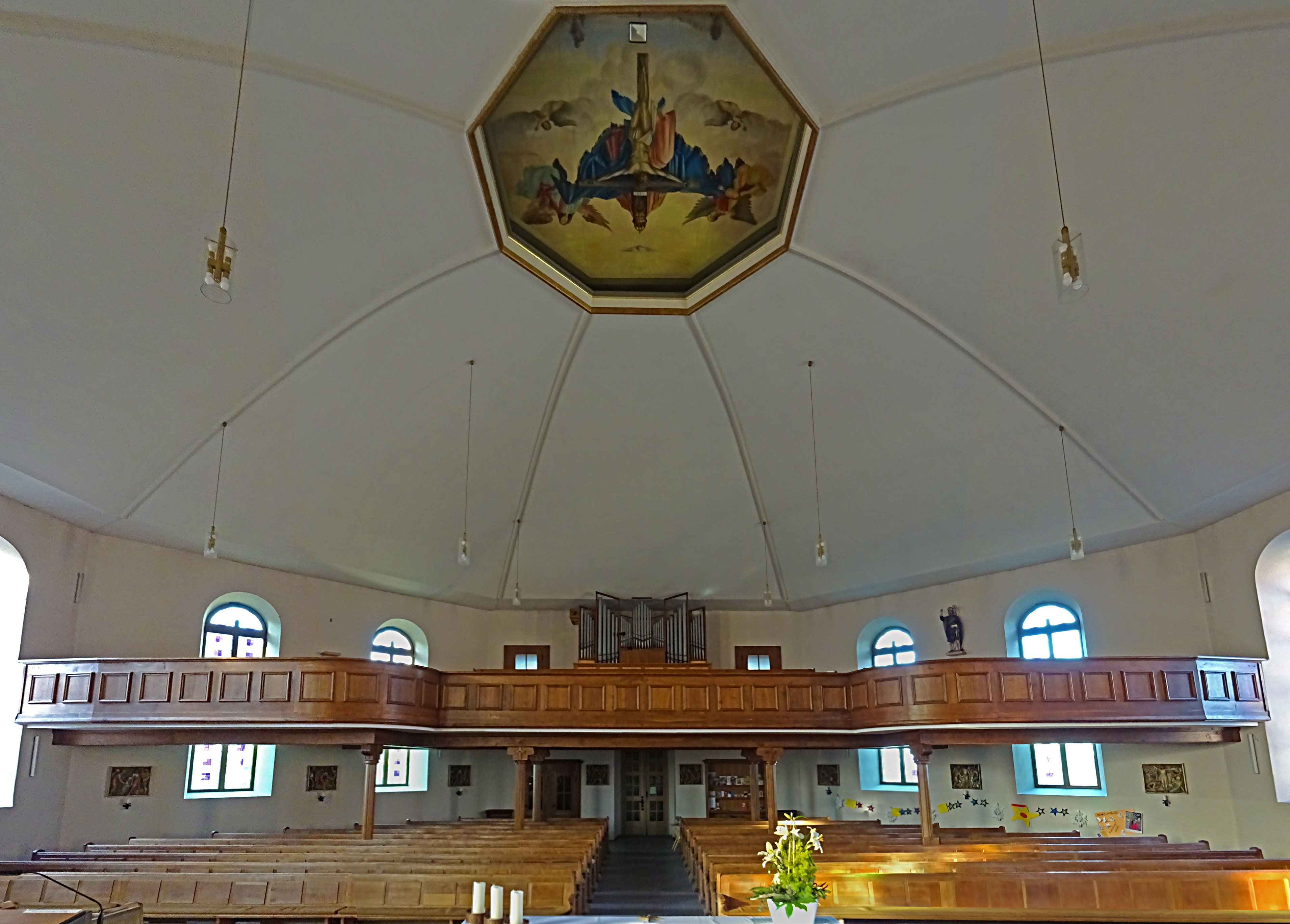
Innenansicht Richtung Westen

### Außenbeschreibung
Die Kirche hat ein achteckiges Kirchenschiff mit Rundbogenfenstern und einem Pyramidendach. An der Ostwand befindet sich der Turm, ebenfalls mit Pyramidendach.

### Innenbeschreibung
Die Fenster im Altarbereich mit den vier Evangelisten wurden 1955 von Irma Lang-Scheer entworfen. Das Deckenbild von 1950 ist eine Kopie eines Ausschnittes von Albrecht Dürers Maria mit Kind aus dem 14. Jahrhundert.

## Ausstattung

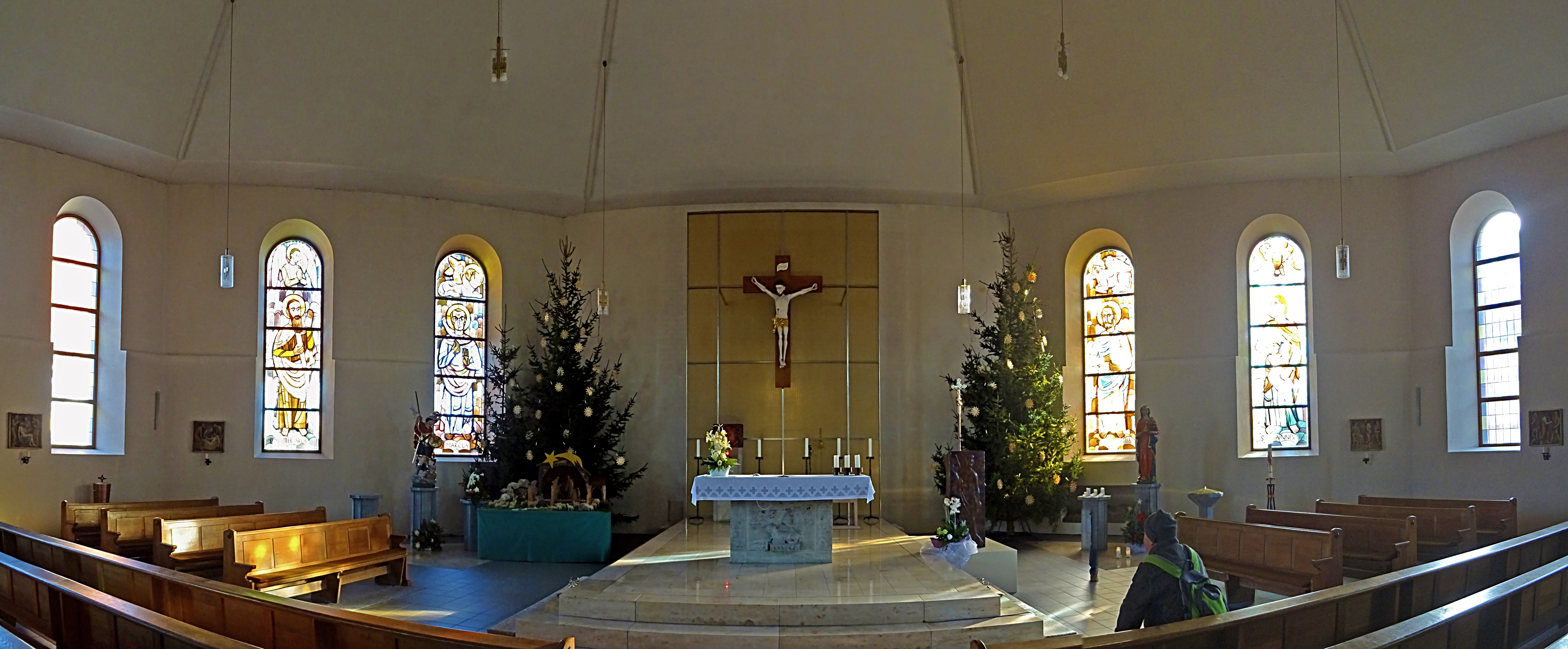
Altarraum

Das Kruzifix stammt aus dem Anfang des 16. Jahrhunderts. Der Terrakottarelief Kreuzweg wurde von Georg Kemper um 1920 bis 1925 geschaffen. Tabernakel und Ambo erschuf Fritz Zschötzschel um 1970.

## Orgel

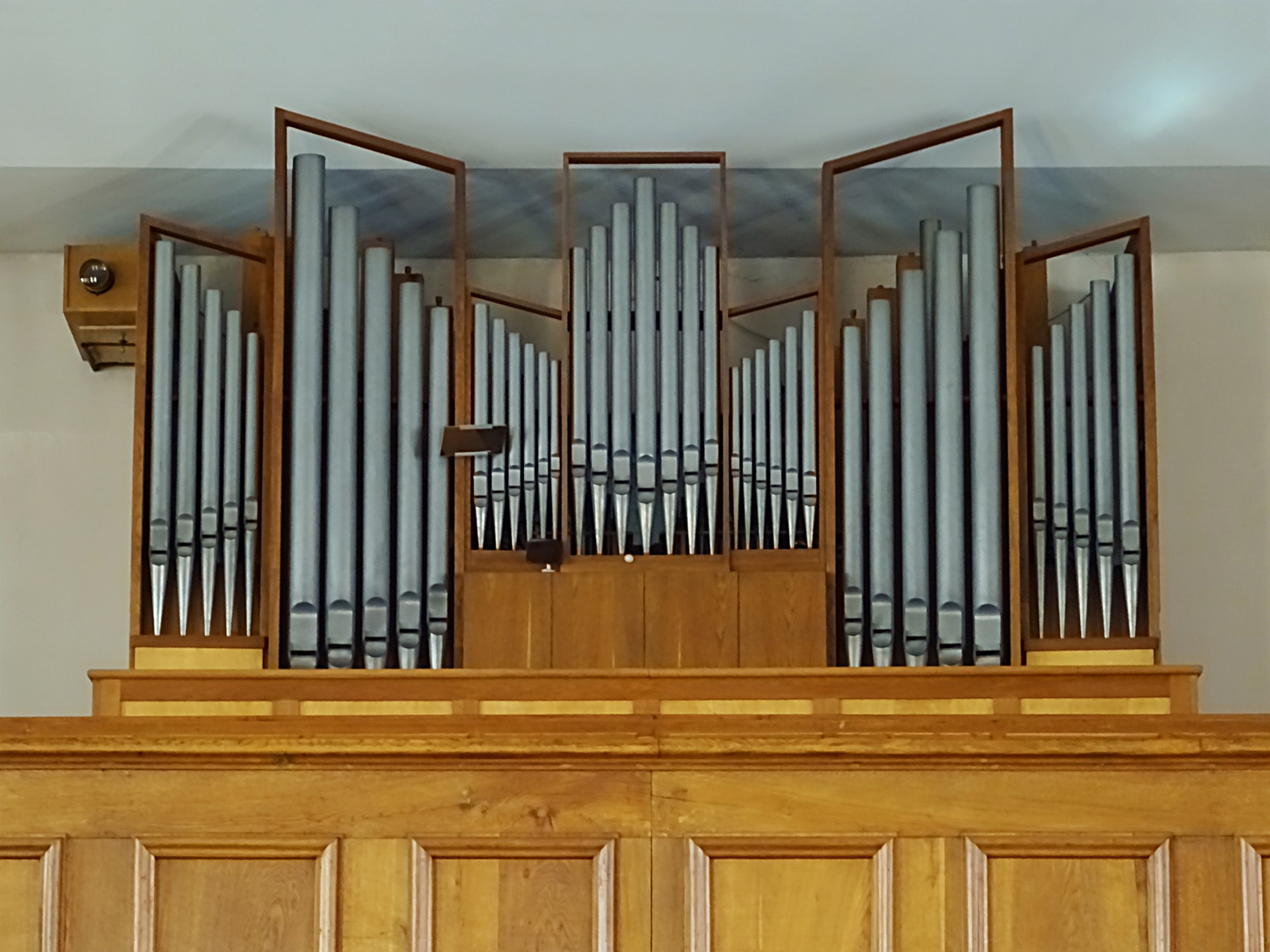
Kuhn-Orgel

Die Orgel baute Gerhard Kühn 1972. Sie verfügt über 23 Register auf zwei Manualen und Pedal.

## Glocken
| Nr. | Gussjahr | Gießer                                  |
| --- | -------- | --------------------------------------- |
| 1   | um 1950  | Schilling, Apolda                       |
| 2   | 1965     | Schilling, Apolda                       |
| 3   | 1951     | Bochumer Verein für Gußstahlfabrikation |

## Seelsorger

### Pfarrer
| Amtszeit  | Pfarrer             | Bemerkung              |
| --------- | ------------------- | ---------------------- |
| 1803–1817 | Heinrich Leineweber | Pfarrer von Jützenbach |
| 1817–1844 | Karl Bode           | Pfarrer von Jützenbach |
| 1844–1876 | Friedrich Gebhard   | Pfarrer von Jützenbach |
| 1887–?    | Georg Wedekind      | Pfarrer von Jützenbach |

### Kapläne
| Amtszeit  | Kaplan            | Bemerkung                                    |
| --------- | ----------------- | -------------------------------------------- |
| 1854      | Heinrich Senft    | Kaplan von Jützenbach                        |
| 1854–1857 | Wilhelm Meister   | Kaplan von Jützenbach                        |
| 1863      | Kullmann          | Kaplan von Jützenbach mit Sitz in Weißenborn |
| 1864–1867 | Kaspar Jakobi     | Kaplan von Jützenbach mit Sitz in Weißenborn |
| 1867–1872 | Franz Schmidt     | Kaplan von Jützenbach mit Sitz in Weißenborn |
| 1872–1887 | Wilhelm Genau     | Kaplan von Jützenbach mit Sitz in Weißenborn |
| 1887–1890 | Anton Teichmann   | Kaplan von Jützenbach mit Sitz in Weißenborn |
| 1890–?    | Hermann Weinreich | Kaplan von Jützenbach mit Sitz in Weißenborn |